# 虾拉沱镇
虾拉沱镇，是中华人民共和国四川省甘孜藏族自治州炉霍县下辖的一个乡镇级行政单位。
2020年6月17日，斯木镇、宜木乡合并设立虾拉沱镇。

## 行政区划
虾拉沱镇下辖以下地区：
虾拉沱村、独马村、戈巴龙村、热固村、斯中村、绒巴龙村、阿拉沟充古村、邓达村、章达村、忠仁达村、吉绒村、克木村、扎交村、若海村、阿初村、色色村、尤斯村、瓦达村。